# Клён остроконечный
Acer acuminatum (лат. ) — азиатский вид клёна.

## Описание
Многоствольное дерево высотой до 10 м. Это двудомное растение, что означает, что мужские и женские цветки образуются на отдельных растениях. Листья до 12 в поперечнике, каждый с 3 или 5 лопастями. Верхушки его листьев как хвостатые, так и заостренные. Его соцветия имеют длину от 12 до 20 см.

## Распространение
Произрастает в Гималаях и соседних горах в Тибете, Кашмире, на севере Индии, в Непале и Пакистане.